# Kamila Urzędowska
Kamila Urzędowska (ur. 7 stycznia 1994 w Nysie) – polska aktorka filmowa i teatralna.

## Życiorys
Urzędowska urodziła się w Nysie, gdzie uczęszczała do II Liceum Ogólnokształcącego. W 2020 ukończyła PWST we Wrocławiu.
Początkowo grała pomniejsze role, m.in. w serialach Żmijowisko i M jak miłość. Przełom w jej karierze przyniosła rola Jagny w filmie Chłopi z 2023 roku, za którą została nagrodzona Kryształową Gwiazdą ELLE na festiwalu w Gdyni.

## Życie prywatne
W kwietniu 2025 ujawniła publicznie, że jest związana z reżyserem filmowym Piotrem Domalewskim.

## Filmografia

### Filmy
| Rok  | Tytuł                                       | Rola                | Uwagi           |
| ---- | ------------------------------------------- | ------------------- | --------------- |
| 2018 | Fala '97                                    | Powodzianka         | krótkometrażowy |
| 2019 | Jak zostałem gangsterem. Historia prawdziwa | barmanka            |                 |
| 2020 | 25 lat niewinności. Sprawa Tomka Komendy    | Magda, żona Gerarda |                 |
| 2022 | Zołza                                       | młoda Anna Sobańska |                 |
| 2023 | Chłopi                                      | Jagna               |                 |
| 2025 | Przepiękne!                                 | Julka               |                 |
| 2026 | Lalka                                       | Izabela Łęcka       |                 |

### Seriale
| Rok       | Tytuł                                    | Rola               | Uwagi      |
| --------- | ---------------------------------------- | ------------------ | ---------- |
| 2018      | Ślad                                     | Jolanta Marczak    | 1 odc.     |
| 2019      | Żmijowisko                               | Sabina Rybak       | 7 odc.     |
| 2020      | Komisarz Alex                            | Pola Poznańska     | 1 odc.     |
| 2021      | 25 lat niewinności. Sprawa Tomka Komendy | Magda              | miniserial |
| 2021      | Ojciec Mateusz                           | Weronika Kowalik   | 1 odc.     |
| 2021–2022 | M jak miłość                             | Edytka             | 4 odc.     |
| 2023      | Mój agent                                | modelka Gośka      | 1 odc.     |
| 2023      | Morderczynie                             | więźniarka Adriana | 3 odc.     |
| 2023      | Kiedy ślub?                              | Nadia              | 4 odc.     |
| 2025      | Wzgórze psów                             | Daria Masłowska    | 5 odc.     |
| 2025      | Przesmyk                                 | Inka Nawrot        |            |